# Homer and Eddie
Homer and Eddie és una pel·lícula de comèdia estatunidenca del 1989 dirigida per Andrei Mikhalkov-Kontxalovski i protagonitzada per Whoopi Goldberg i Jim Belushi. Aquesta va ser l'última actuació d'Anne Ramsey. La pel·lícula va rebre ressenyes generalment pobres de la crítica.

## Argument
Una homicida psiquiàtric fugida i amb un tumor cerebral i amb només un mes de vida coneix a un home discapacitat mental que es converteix en el seu company en un viatge en automòbil pel país que comporta una transcendència inesperada a la vida de tots dos.

## Repartiment
- Jim Belushi com Homer Lanza
- Whoopi Goldberg com Eddie Cervi
- Karen Black com Belle
- Anne Ramsey com Edna
- Beah Richards com Linda Cervi
- John Waters com Robber
- Mickey Jones com a Pizza Xef
- Tad Horino com Mickey
- Vincent Schiavelli com a Sacerdot
- Fritz Feld com Morticia (en el seu últim paper)
- Tracey Walter com Tommy Dearly
- Barbara Pilavin com la senyora Lanza
- Angelo Bertolini com el senyor Lanza

## Crítiques
Homer and Eddie té una puntuació d'aprovació del 0% al lloc web de l'agregador de ressenyes Rotten Tomatoes, basat en 7 ressenyes, i una puntuació mitjana de 2,67/10.

## Premis
La pel·lícula va guanyar la Conquilla d'Or al Festival Internacional de Cinema de Sant Sebastià 1989, compartida amb La nación clandestina.